# Quercus ellipsoidalis
Quercus ellipsoidalis E.J.Hill – gatunek roślin z rodziny bukowatych (Fagaceae Dumort.). Występuje naturalnie w Kanadzie (w prowincji Ontario) oraz środkowo-północnych Stanach Zjednoczonych (w Iowa, Illinois, Indianie, Michigan, Minnesocie, Missouri, Dakocie Północnej, Ohio i Wisconsin). 

## Morfologia
PokrójZrzucające liście drzewo dorastające do 20 m wysokości. Kora jest nieco spękana i ma brązowoszarawą barwę.
LiścieBlaszka liściowa ma eliptyczny kształt. Mierzy 7–13 cm długości oraz 5–10 cm szerokości, jest z 5–7 parami szerokich klapek na brzegu, ma nasadę od rozwartej do uciętej i ostry wierzchołek. Ogonek liściowy jest nagi i ma 2–5 mm długości.
OwoceOrzechy zwane żołędziami o kształcie od jajowatego do elipsoidalnego, dorastają do 10–20 mm długości i 9–15 mm średnicy. Osadzone są pojedynczo w miseczkach mierzących 6–11 mm długości i 10–19 mm średnicy. Orzechy otulone są w miseczkach do 35–50% ich długości.

## Biologia i ekologia
Rośnie w widnych i suchych lasach, na terenach piaszczystych. Występuje na wysokości do 500 m n.p.m.